# Dropa
Dropa (även dropas, drok-pa eller dzopa) påstås i kontroversiella källor vara en ras av dvärgliknande utomjordingar som har levat eller lever på jorden, i Bayan-Kara-Ula-området i Kina. De ska enligt påståendena ha landat (eller kraschlandat) någonstans vid den kinesisk-tibetanska gränsen för ungefär tolvtusen år sedan. Beskrivningarna grundar sig troligen i en bluffartikel vars påståenden har spridits och spunnits vidare på. 